# Route des Châteaux
De Route des Châteaux is een bewegwijzerde toeristische autoroute in Wallonië. De 80 kilometer lange route is bewegwijzerd met zeshoekige borden. De route loopt door Kelmis, Eynatten, Raeren, Lontzen, Moresnet, Sint-Pieters-Voeren, Sippenaeken.